# Аго (герцог Фриуля)
Аго (Агон; лат. Ago, Agonus; умер в 660-х годах) — герцог Фриуля (около 653—660-е годы).

## Биография
Основным повествующим о герцоге Аго нарративным источником является «История лангобардов» Павла Диакона.
О происхождении Аго ничего не известно. По свидетельству Павла Диакона, Аго получил власть над Фриульским герцогством после смерти Гразульфа II. Это событие современные историки датируют серединой VII века (возможно, временем около 653 года).
О правлении Аго Павел Диакон не сообщает никаких подробностей, упоминая только, что ещё во второй половине VIII века в столице Фриульского герцогства, городе Чивидале-дель-Фриули, был дом, называвшийся «домом Аго». Сохранилась, по крайней мере, одна отчеканенная в Чивидале-дель-Фриули серебряная монета с монограммой герцога Аго.
Дата кончины Аго точно не установлена. Вероятно, это произошло в 660-х годах. В исторических источниках упоминаются даты с 660 по 662 год. После его смерти власть над Фриульским герцогством получил Луп.